# Macromitrium novorecurvulum
Macromitrium novorecurvulum là một loài rêu trong họ Orthotrichaceae. Loài này được B.C. Tan & B.C.Ho mô tả khoa học đầu tiên năm 2005.